# Patrick Hunout
Patrick Hunout ist französischer Sozialpsychologe, Sozialwissenschaftler und Sozialpolitiker.
Seine Untersuchungen beziehen sich auf die Funktion mentaler Einstellungen bei der Fortentwicklung oder Blockierung sozialen Wandels. Die Beziehungen zwischen Kapital und Arbeit, die interethnischen Beziehungen und die zwischenpersönlichen Beziehungen stehen im Vordergrund seiner Arbeiten.
Mit zahlreichen Büchern und Aufsätzen gehört er zu den profiliertesten Vertretern der gegenwärtigen Sozialreformdiskussion.

## Sozialmodell
Seine Arbeit untersucht die Bildung eines „Neuen Leviathans“ nach der Hypothese, dass die höhere Klasse der Gesellschaft nach einer neuen Ordnung strebt, die auf weniger Gleichheit und weniger Demokratie beruht.
Sein wissenschaftliches Modell legt nahe, dass die Strategien des Neuen Leviathans die wirtschaftlichen, ethnischen, und persönlichen Bereichen eng verbinden. Diese Strategien bestehen darin, wirtschaftliche Flexibilität und Widerruflichkeit zu entwickeln, Immigration und ethnische Vielfältigkeit fortzusetzen, und individualistische, hedonistische und Konsumwerte zu befördern. Diese Strategien münden in eine schwache Gesellschaft, die von Marktwerten und von Regierungskontrollen abhängig ist, die durch die Unfähigkeit des sozialen Körpers, sich selbst zu regieren, benötigt worden sind.
Sie sind nach Hunouts Ansicht für die meisten Schwierigkeiten der heutigen Zeit verantwortlich; wenn sie umgepolt wären, würde eine erhebliche Verbesserung erfolgen.

## Wichtige Werke
Im Jahre 1999 begründete Patrick Hunout The International Scope Review, eine der größten „peer-reviewed“ internationalen Zeitschriften für Soziologie und Wirtschaftswissenschaft.
Patrick Hunout ist Begründer der Stiftung The Social Capital Foundation, errichtet 2002, deren Ziel es ist, zur Wiederherstellung und Verstärkung des gesellschaftlichen Bandes in Europa beizutragen.
Die Stiftung The Social Capital Foundation (TSCF) in Brüssel schlägt die Entwicklung einer demokratischen „middle-class“ Gesellschaft, die gerechte Zuteilung des Vermögens, den Schutz der kulturellen Identität, und die Verstärkung des Gemeinschaftsgeistes in unserer Gesellschaft vor.

## Schriften
- mit Maya David, Jean Dewitt: Referring Governments to the Community: Henry David Thoreau Revisited. In: The International Scope Review. Band 12, Nr. 7, 2005, ISSN 1374-1217 (englisch).
- mit Didier Le Gall, Brent Shea: The Destruction of Society: Challenging the 'Modern' Tryptique: Individualism, Hedonism, Consumerism. In: The International Scope Review. Band 5, Nr. 9, 2003, ISSN 1374-1217 (englisch).
- Immigration und Identität in Deutschland und Frankreich. In: The International Scope Review. Band 1, Nr. 2, 1999 (Immigration und Identität in Deutschland und Frankreich (Memento vom 15. August 2004 im Internet Archive) [PDF; 1000 kB]).
- mit Leo Kißler, Meinhard Zumfelde, Peter Jansen: Arbeitskampfkulturen: Recht und Strategien von Streik und Aussperrung im deutsch-französischen Vergleich. 1. Auflage. Campus, 1997, ISBN 3-593-35728-3.

| Personendaten    | Personendaten                                           |
| ---------------- | ------------------------------------------------------- |
| NAME             | Hunout, Patrick                                         |
| KURZBESCHREIBUNG | französischer Sozialwissenschaftler und Sozialpolitiker |
| GEBURTSDATUM     | 20. Jahrhundert                                         |